# Potônske Lúky
Potônske Lúky (węg. Patonyrét) – wieś (obec) na Słowacji, w kraju trnawskim, w powiecie Dunajská Streda. Miejscowość położona jest na Nizinie Naddunajskiej.